# Teplice nad Metují město
Teplice nad Metují město – przystanek kolejowy w miejscowości Teplice nad Metují, w kraju hradeckim, w Czechach. Znajduje się na wysokości 475 m n.p.m. Położony jest w ścisłym centrum miasta.
Jest zarządzany przez Správę železnic. Na przystanku nie ma możliwości zakupu biletów, a obsługa podróżnych odbywa się w pociągu.

## Linie kolejowe
- 047 Trutnov - Teplice nad Metují